# Camino Incluso

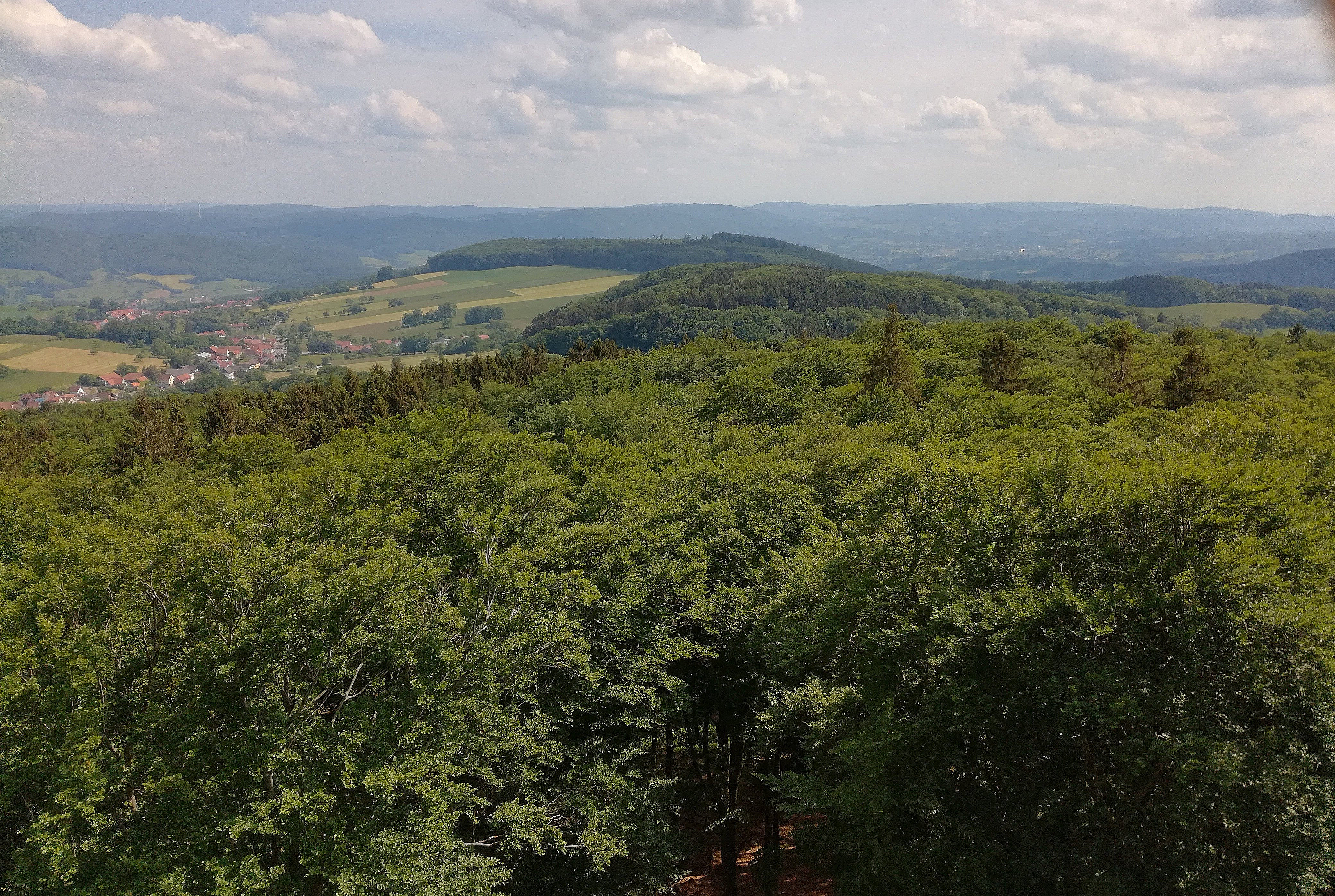
Blick von der Neunkircher Höhe Richtung Tromm (Ende des ersten Drittels der Strecke)

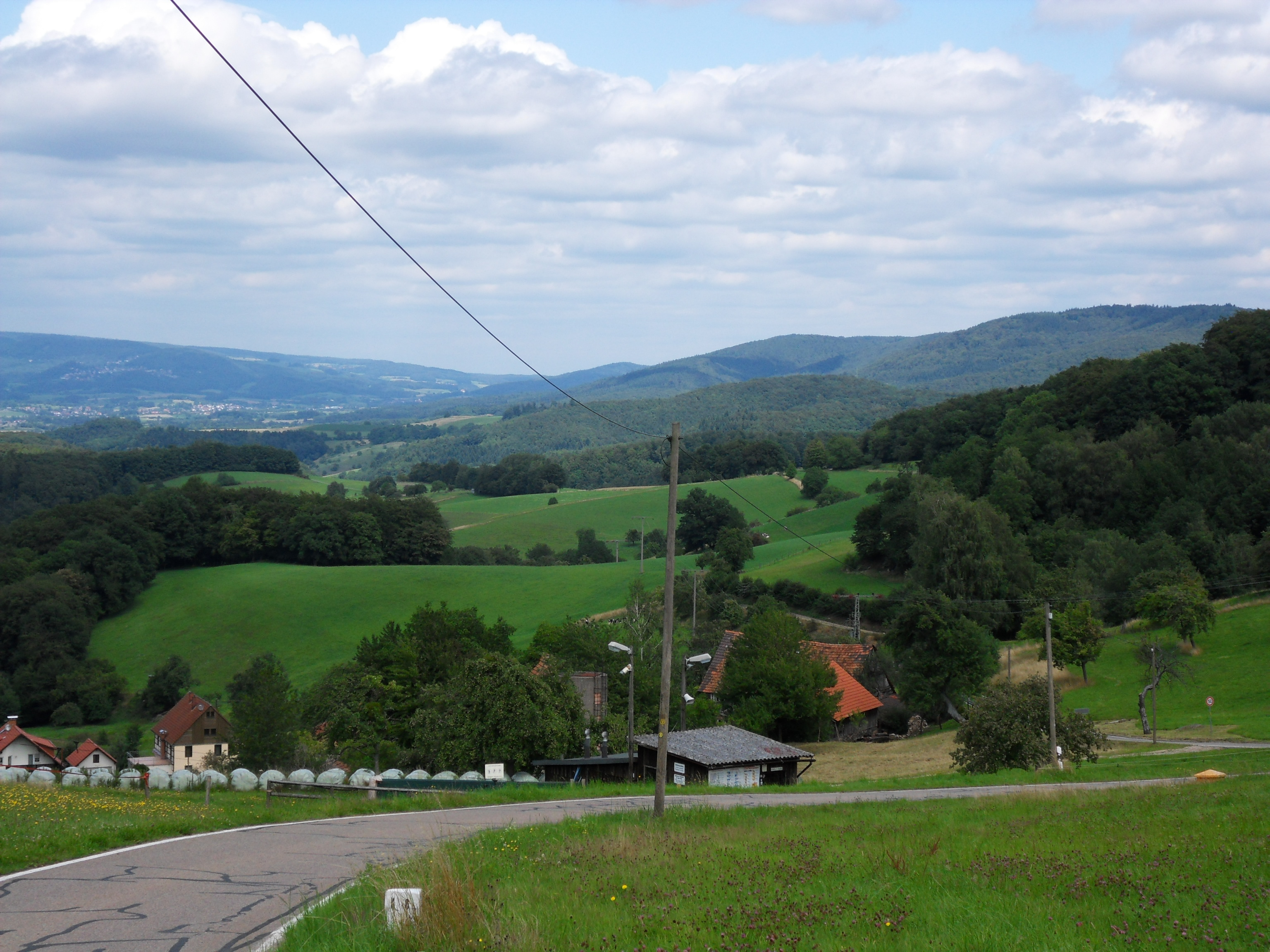
Beispiel für die Landschaft im mittleren Teil des Camino

Der Camino Incluso ist ein 84 km langer Pilgerweg von Bensheim-Auerbach von der Bergstraße über die Höhenzüge des Vorderen Odenwalds in den Odenwald bis nach Heidelberg an den Neckar und orientiert sich am Jakobsweg. Er ist als Zubringer zum pfälzischen und badischen Jakobsweg gedacht. Sein Wegzeichen ist ein gelber Pilgerbeutel, geschaffen von den Schülern der SRH Stephen-Hawking-Schule (ein staatlich anerkanntes sonderpädagogisches Bildungs- und Beratungszentrum mit dem Förderschwerpunkt körperliche und motorische Entwicklung) in Neckargemünd.
Die Idee für den Weg war es, einen Pilgerweg Odenwald für Alle zu schaffen, nicht nur für unterschiedliche körperliche Voraussetzungen, sondern auch unterschiedliche Voraussetzungen bezüglich Religion oder Spiritualität. Im Vordergrund soll das Unterwegssein liegen und ein gemeinsames Bewältigen des Weges über körperliche oder geistige Schranken hinweg und die Möglichkeit spirituelle Erfahrungen zu sammeln. Der Weg wurde im Oktober 2021 offiziell eingeweiht.

## Vorgeschichte
Ursprünglich war geplant, den Pilgerweg von Aschaffenburg nach Heidelberg quer durch den Odenwald zu führen. Von diesem Plan wurde aber bereits früh Abstand genommen, weil die Strecke zu lang erschien und die Schwierigkeiten, den Weg durch die drei Bundesländer Bayern, Baden-Württemberg und Hessen zu führen, einen zu großen Organisations- und Genehmigungsaufwand erfordert hätten.

## Beschreibung
Der Wander- und Erfahrungsweg führt über sechs Etappen zu je 11–15 km auf einer Gesamtlänge von 84 km. Bei der Konzeption stand die Barrierefreiheit, insbesondere ein möglicher Zugang mit Rollstuhl oder Handbike im Vordergrund. Da zwischen Darmstadt und Heidelberg der Jakobsweg nicht historisch belegt ist, wurde mit dem Camino Incluso versucht einen Zubringer zu den pfälzischen und badischen Zweigen des Jakobsweges zu schaffen.
Die Markierungsarbeiten übernahm der Odenwaldklub. Der Weg ist aus Richtung Bensheim nach Süden mit längeren Steigungen am einfachsten zu bewältigen. An den einzelnen Etappenpunkten wurden barrierefreie Übernachtungsmöglichkeiten organisiert. Unterwegs sollen behindertengerechte Toiletten helfen. Möglichkeiten zur Verpflegung sind durch Gasthäuser entlang des Weges gegeben. Eine Dokumentation mit Beschreibung der einzelnen Etappen durch die Schüler soll das Projekt abschließen. Texte in leichter Sprache, einfache Symbole und Bilder sollen bei der Orientierung helfen.
In der Natur können die Pilger weite Wälder und Quellen entdecken, breite Wiesentäler und Ausblicke von den Höhenzügen des Odenwaldes bis zum Felsenmeer runden das Mittelgebirgspanorama ab. Neben christlichen Kirchen und Kapellen entlang des Pilgerweges können auch die Auerbacher Synagoge, Stolpersteine, das christlich-jüdische Friedensmal, ein buddhistisches Kloster erwandert werden oder bieten die Möglichkeit zu Rast und Meditation. Pilger können sich in den Kirchen oder in zwei Pilgerherbergen ins Pilgerbuch eintragen und mit Stempel in ihrem Pilgerpass das Erreichen der Etappe bestätigen lassen. Auf Anfrage erteilen die Pfarrer der anliegenden Gemeinden einen Pilgersegen. Für dieses Pilgerprojekt erhielten die Schülerinnen und Schüler einen Preis des Deutschen Wanderverbandes. Im Bereich der Tromm können Installationen verschiedener Künstler erwandert werden.
Der „gelbe Beutel“ als Wegzeichen ist ein Säckchen, das früher die Jakobspilger statt eines Rucksacks unter ihrem Umhang trugen.

## Wegbeschreibung

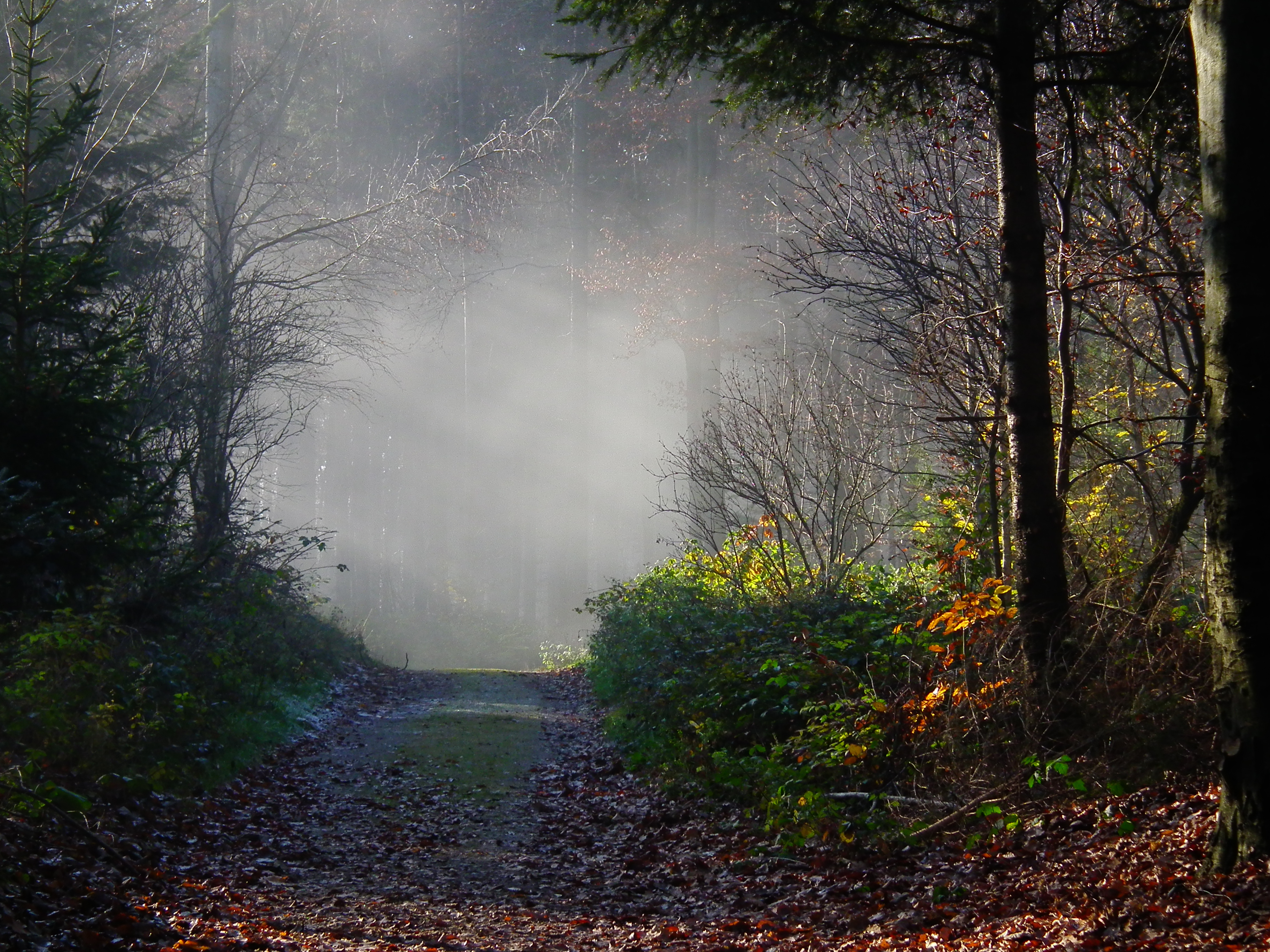
Der Camino auf der Tromm

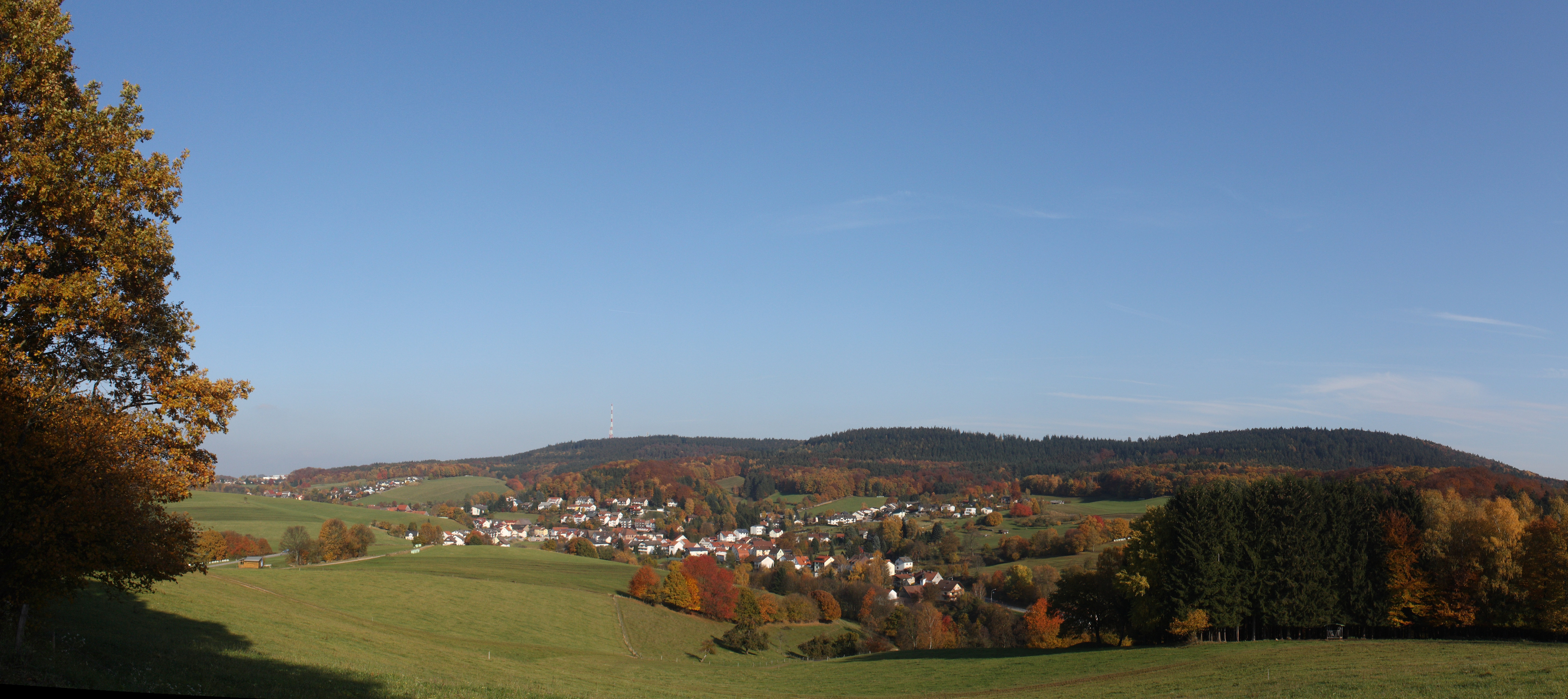
Landschaft zwischen Hardberg und Stiefelhöhe; davor das zu durchwandernde Unter-Abtsteinach.

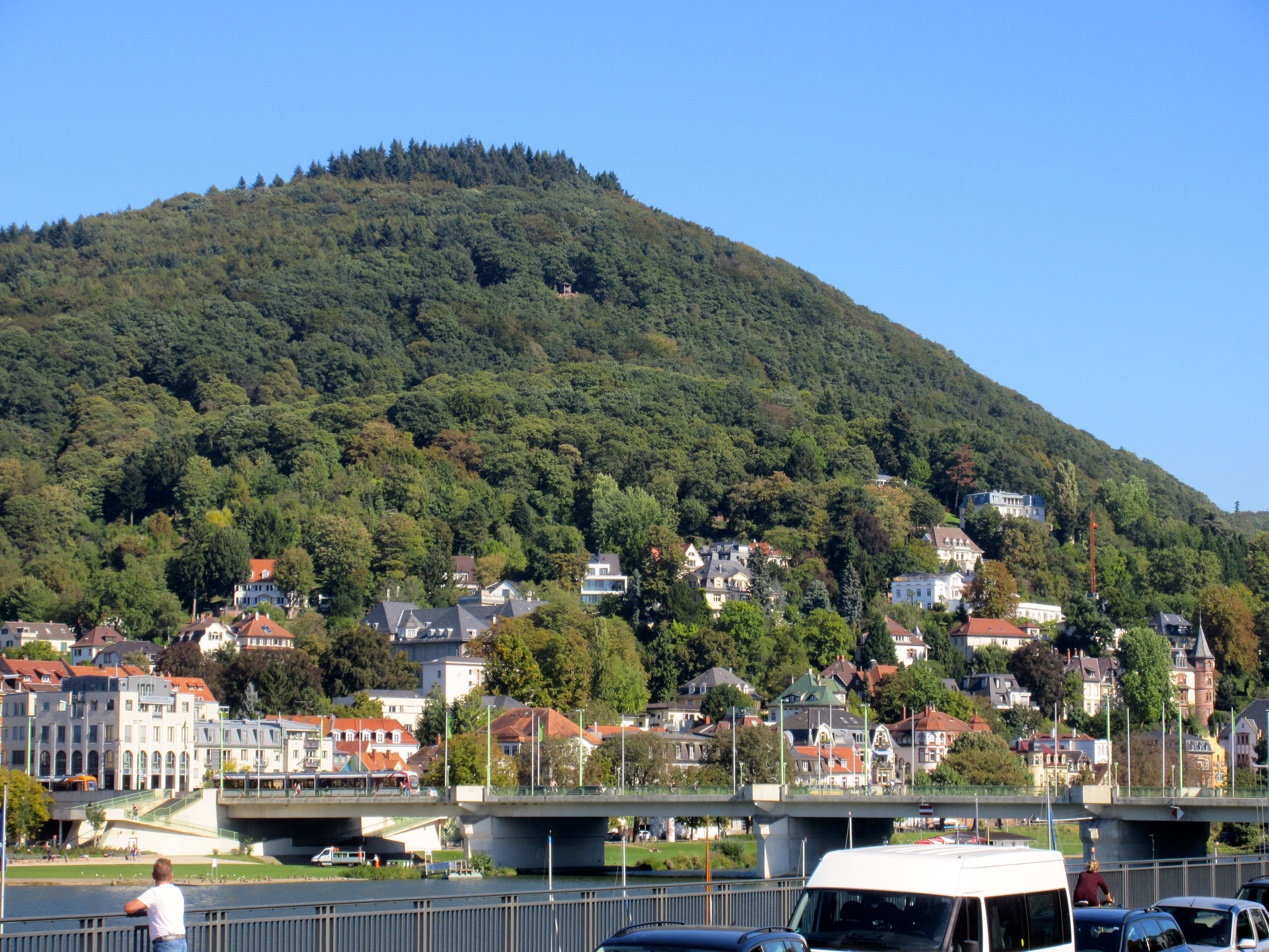
Fast am Ziel: Vom Heiligenberg nach Heidelberg über den Neckar

Der ganzjährig begehbare Wanderweg hat einen mittleren Schwierigkeitsgrad. Ohne Etappen werden etwa 25 Stunden benötigt, um ihn in der vollen Länge von 84 Kilometern abzuwandern. Er weist einen Höhenunterschied von insgesamt 1778 Höhenmetern auf. Die geringste Höhe sind 102 m ü. NHN und sein Maximum liegt im Odenwald bei 602 m ü. NHN.
Der Weg startet vom Bahnhof Bensheim-Auerbach entlang des Staatsparks Fürstenlager an der Bergstraße über die Seegerhütte Richtung Osten in den Odenwald nach Beedenkirchen, Brandau und Neunkirchen. Hier biegt er südlich in die Höhenzüge des Vorderen Odenwaldes ab und erreicht in einer langen Kehre auf der Neunkircher Höhe seinen höchsten Punkt. Parallel zur L 3399 wieder abwärts erreicht er Winterkasten, zweigt hier südlich an der Waldhufenkirche nach Litzelröder und Lindenfels ab, umgeht den Ort und die Burg Lindenfels in östlicher Richtung entlang der Nibelungenstraße zwischen Knabenberg (327 m NHN) und Knapp (347 m NHN) weiter in südlicher Richtung nach Fürth im Odenwald. Den Ort östlich querend geht es über den Ortsteil Steinbach nach Alt-Lechtern weiter nach Hammelbach. Von hier südwestlich auf etwa 520 m NHN auf den Fahrenbacher Kopf aufsteigend, geht es in leichtem Auf und Ab den Höhenrücken der Tromm entlang weiter nach Süden. Hier wird man von zahlreichen Kunstinstallationen entlang des Weges begleitet.

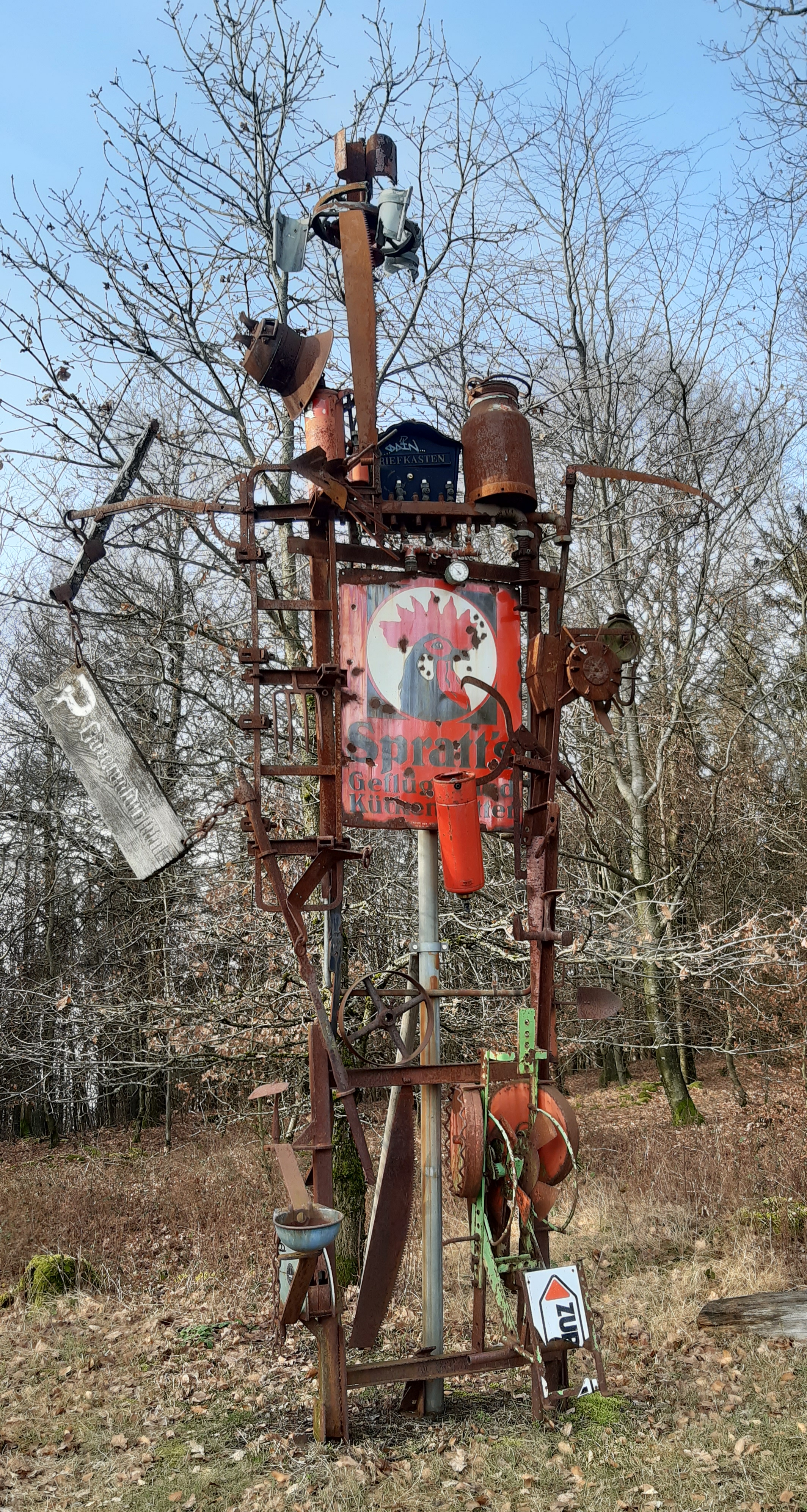
Installation „Hommage an den Odenwald“ von Odo Rumpf
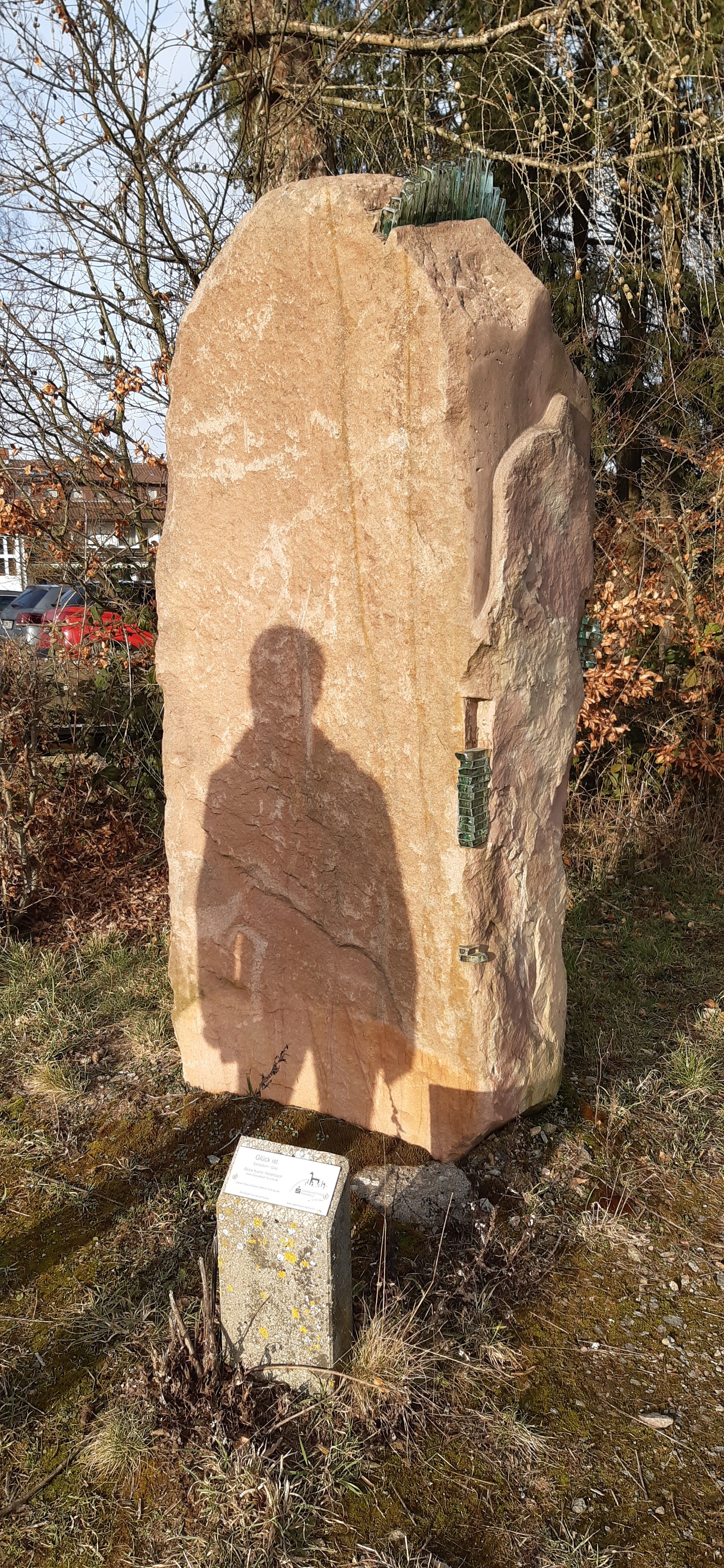
Beate Kuchs’ Installation Sandstein mit Glas und dem Titel „Glück ist ...“
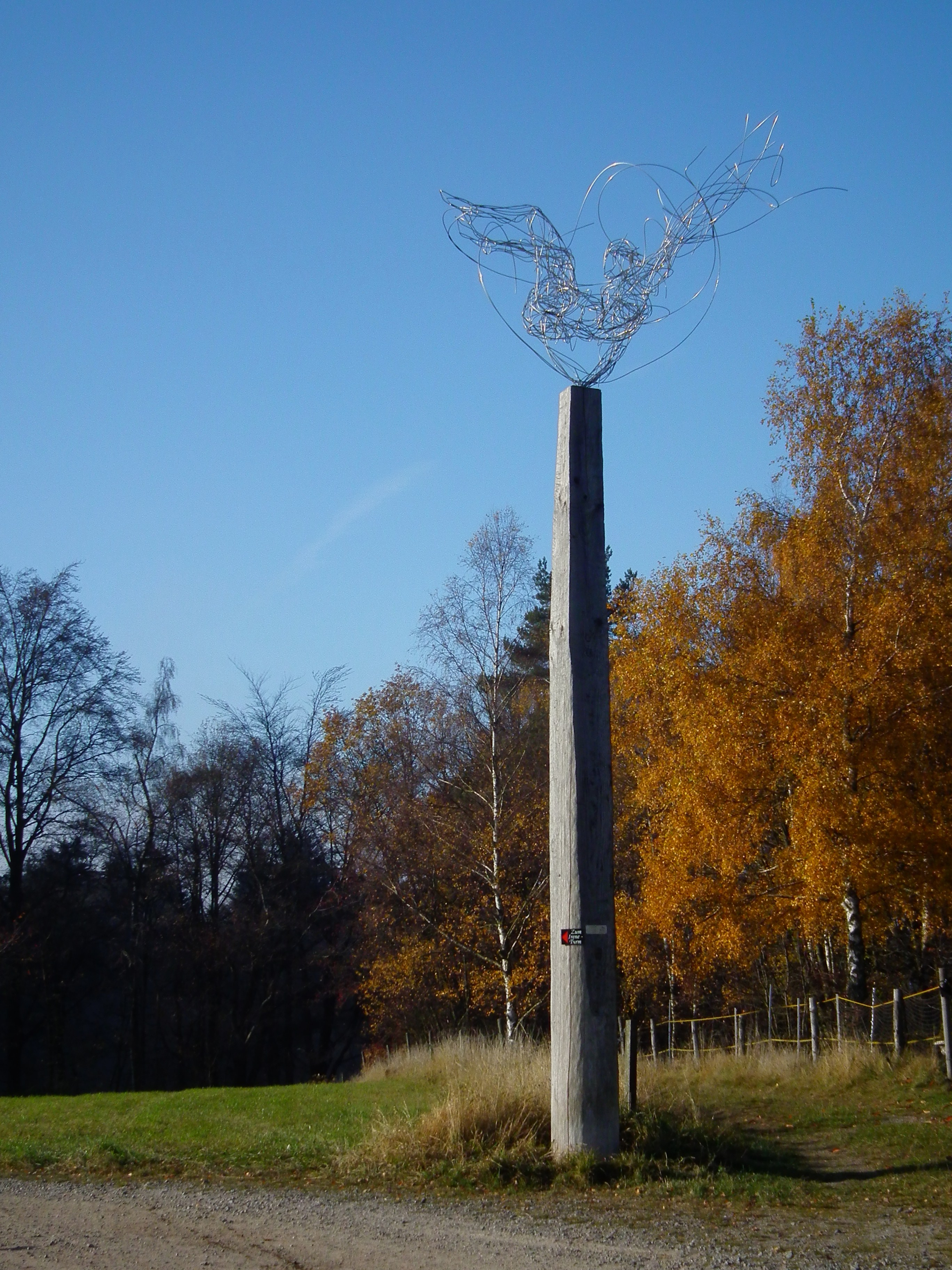
Skulptur von Stefanie Welk „Im Freien Fall“ (2005)
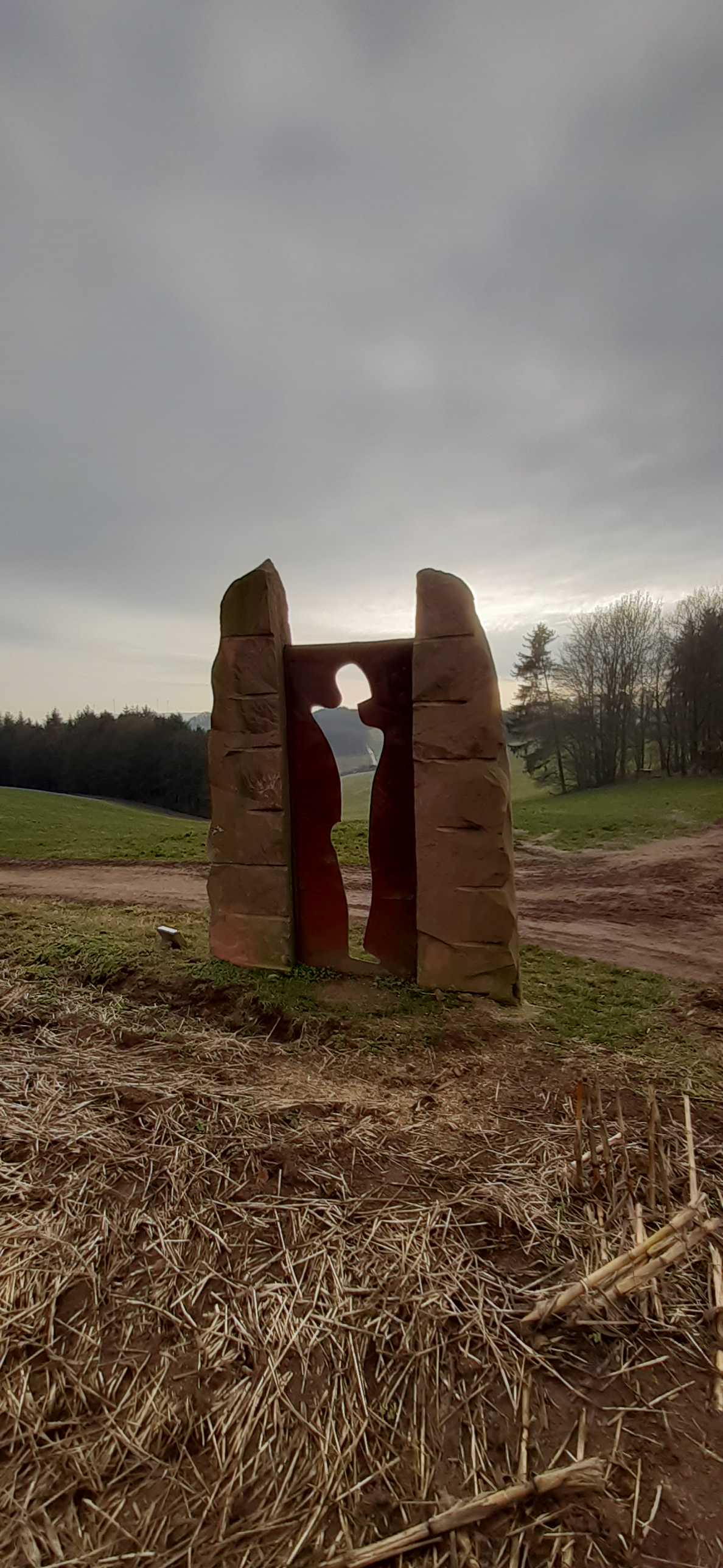
Alfred Wolfs Installation: „Ich schau in die Welt“ aus Sandstein und Stahl

Den Ortsteil Stallenkandel streifend pilgert man an der Sommerrodelbahn von Wald-Michelbach vorbei nach Siedelsbrunn und befindet sich jetzt im Überwald. An der Bergkirche des Ortes entlang geht es östlich um den Hardberg und umlaufend um die Stiefelhöhe in einem nordwestlichen Schwenk nach Unter-Abtsteinach. Dabei hat man mehrfach die Landesgrenze zwischen Hessen und Baden-Württemberg gequert. An der Kapelle von Unter-Abtsteinach führt der Pilgerweg südwestlich ins Badische nach Hilsenhain im Rhein-Neckar-Kreis. Über Galgenbusch geht es weiter westlich um Lampenhain und Wilhelmsfeld auf die Höhen des Schriesheimer Kopfes und des Dossenheimer Kopfes auf den Weißen Stein wieder auf Höhen über 500 m NHN. Südwestlich folgt dann nach einigen Kilometern über einen Höhenweg der Heiligenberg, einer der Hausberge von Heidelberg und für seine reichhaltige Geschichte von einer Siedlung der Urnenfelderkultur über eine keltische Ringwallanlage, die Reste des Mercuriusheiligtums aus der Römerzeit und die Ruine des Michaelsklosters bekannt. Teils auf dem Philosophenweg führt der Camino Incluso bis in die Altstadt von Heidelberg.